# Fundación Proacceso ECO

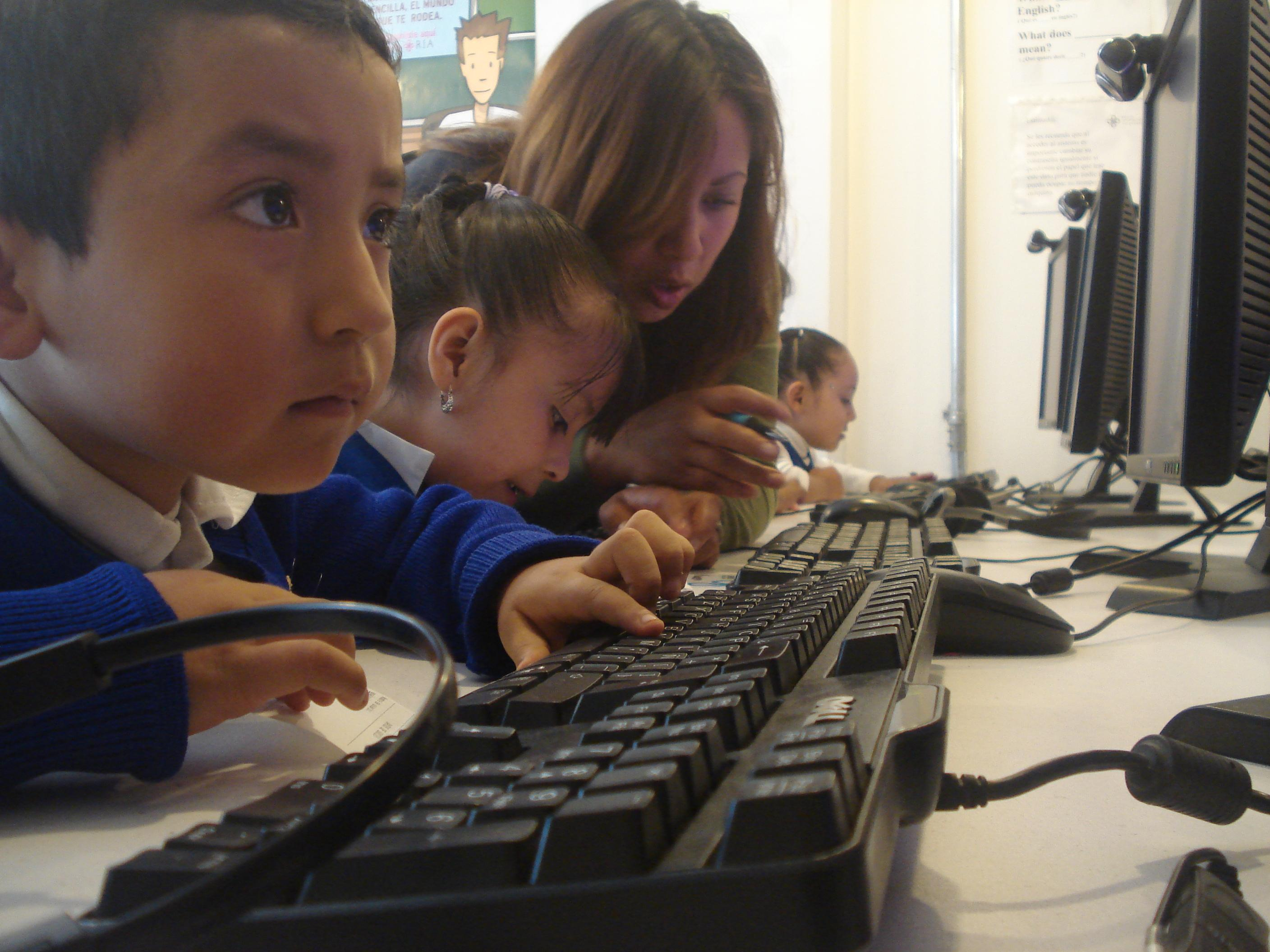
Niños RIA

Die Fundación Proacceso ECO A.C. ist eine in Mexiko basierte, gemeinnützige Stiftung.
Sie setzt Technologie als ein Mittel der Bildung für arme Bevölkerungsschichten ein. Das Hauptprojekt der Stiftung „Fundación Proacceso“ nennt sich RIA (Red de Innovación y Aprendizaje), oder „Learning and Innovation Network“, eine Gruppe von Ausbildungszentren, welche Mitgliedern aus wenig verdienenden Gemeinden in Mexiko einen Zugang zu Computern, Internet und hochwertiger Bildung, bereitstellt.

## Hintergrund
Die Stiftung wurde im Dezember 2008 gegründet und in etwas mehr als einem Jahr haben sich mehr als 68.000 Mitglieder in RIA-Zentren registriert. 32 neue RIA-Zentren werden bis Ende Januar 2011 eröffnet.
RIA bietet Kurse, über ein Basiswissen von Computern und den Umgang mit dem Internet sowie Englisch, Jobs über das Internet finden, Mathe und Naturwissenschaften für die Kinder, Photographie, persönliche Finanzen und mehr.
Studenten können auch ihren Hochschulabschluss, Bachelor sowie Master, im RIA-Zentrum durch das Institut der Online-Bildung erhalten. Die Stiftung entwickelte Lernvideospiele zu Themen wie Mathematik, Geschichte, Staatsbürgerkunde, Spanisch und Naturwissenschaften, um das während der Schulzeit Erlernte zu wiederholen und in der Praxis anzuwenden.
Im Jahr 2011 hatte das RIA-Projekt der Fundación Proacceso in Mexiko bereits 70 Zentren in 34 Städten mit mehr als 240.000 registrierten Nutzern. 64.000 Teilnehmer konnten Kurs als Absolventen erfolgreich abschließen. Die Fundación Proacceso erreichte fast eine Million Begünstigte in einkommensschwachen Gebieten und ihre Kurse schlossen mehr als 315.000 Nutzer ab. In jedem Jahr wurden mehr als 100.000 Menschen in einkommensschwachen Gemeinden in Mexiko unterstützt. 2015 stellten die Regierung von Mexiko zusammen mit der Regierung des Bundesstaates México der Fundación Proacceso 1,7 Milliarden Pesos (ca. 91 Millionen US-Dollar) für ihre digitalen Bildungsaufgaben zur Verfügung.
Die Fundación Proacceso war Teil des Global Compact Programms; wurde aber wegen fehlender Fortschrittsmitteilung ausgeschlossen.
Weitere Projekte, an dem sich die Fundación Proacceso beteiligt, sind die „Coding Garage“, dessen offizieller Sponsor Microsoft Mexiko ist und MakersLab.